# 영향 아래 있는 여자
《영향 아래 있는 여자》(영어: A Woman Under the Influence)는 1974년 개봉한 미국의 드라마 영화이다. 존 카사베티스가 감독과 각본을 맡았다. 1990년, 미국 의회 도서관의 국립영화등기부에 등록되었으며, 최초로 등록된 50편 작품 중 하나이다.  

## 출연

### 주연
- 피터 포크
- 제나 로우랜즈

### 조연
- 프레드 드래퍼
- 레이디 로랜즈
- 캐서린 카사베츠
- 매튜 라비오티스
- 매튜 카셀

## 기타
- 미술: 페든 파파마이클

## 같이 보기
- 양극성 장애